# 列夫陨石坑
列夫陨石坑（Lev）是月球正面危海东南部一座很小的撞击坑，其名称取自俄语中的男性名，由于其直径很小，根据国际天文学联合会命名规则，被赋予了一常用人名，而非一般大陨石坑以特定科学家名字来命名，2012年3月29日该陨坑名被批准接受。

## 描述
该陨坑西北毗邻华伦海特陨石坑、东面坐落了更大的孔多塞环形山，已磨损的奥祖陨石坑则位于它的东南。陨坑的东北偏东是突兀的阿格鲁姆岬、东南矗立着乌索夫山，而它的南面则横亘了绵延的哈克山脊。该陨坑中心月面坐标为12°41′N 62°12′E / 12.69°N 62.2°E，直径0.06公里，深约0.01公里。
列夫陨石坑外观形状较复杂，极可能是由二座或多座撞击坑叠加而成。

## 探测器着陆点

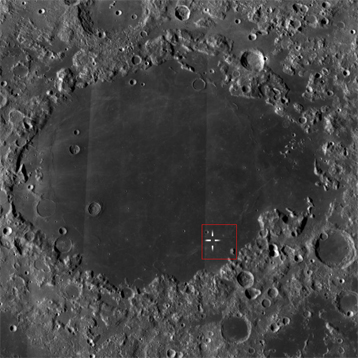
列夫陨石坑的位置， 月球勘测轨道飞行器拍摄。

- 1974年11月6日，前苏联太空探测器月球23号在距该陨坑西南约6公里处，月面坐标12°40′S 62°08′E / 12.66°S 62.13°E，因降落时侧翻而着陆失败。
- 1976年8月18日，前苏联太空探测器月球24号成功降落在该陨坑西北边沿处，月面坐标12°45′S 62°12′E / 12.75°S 62.2°E，并带回地球170克月表下方2米处的月壤。

## 外面链接
- LAC-62 列夫陨石坑.
- 列夫陨石坑周边月面图.
- LM-62 图中的列夫陨石坑.
- 列夫陨石坑周边地形图. （页面存档备份，存于）
- 维基月球环形山在线解说-列夫陨石坑. （页面存档备份，存于）
- Andersson, L.E., and E.A. Whitaker, 美国宇航局月球地名目录,美国宇航局参考出版物 1097, 1982年10月.（页面存档备份，存于）